# Charaxes antanala
Charaxes antanala är en fjärilsart som beskrevs av Lucas 1872. Charaxes antanala ingår i släktet Charaxes och familjen praktfjärilar. Inga underarter finns listade i Catalogue of Life.